# Maureen-veld
Het Maureen-veld is een aardolieveld in de Noordzee op het Britse continentale vlak. Het Maureen-veld werd in begin 1972 ontdekt door Phillips met een proefboring door de Ocean Traveler in put 16/29-1. Het veld produceerde van 1983 tot 1999, waarna het in 2001 ontmanteld werd.

## Ontwikkeling
Het veld was niet rendabel genoeg om het leggen van een pijpleiding te rechtvaardigen. Daarom werd een platform ontworpen met opslagcapaciteit. Dit bestond uit een gravity-based structure (GBS) waarop een geïntegreerd Hi-deck was geplaatst. De GBS werd ontworpen door Technomare en gebouwd door Ayrshire Marine Constructors in Hunterston.
Het Hi-Deck werd ontworpen door Brown & Root en was een poging om de constructieperiode buitengaats te verkorten. De platforms op de Noordzee kregen steeds grotere dekken die niet in een keer konden worden gehesen met een kraanschip. Dit resulteerde eerder in enerzijds modulaire ontwerpen waarbij een module support frame (MSF) op het onderstel (jacket) werd geplaatst met daarop een aantal modules, en anderzijds steeds grotere kraanschepen. Brown & Root zocht het in de float-over-methode. Het door Howard Doris-NAPM in Loch Kishorn volledig op land gebouwde dek werd daarbij op het ponton H 114 geladen en door middel van een float-over op de GBS geplaatst. Daarna werd het geheel naar locatie gesleept en in 1983 op de zeebodem geplaatst door het platform te ballasten.
Daarnaast werd een Articulated Loading Column geplaatst waar shuttletankers aan konden afmeren om de olie te transporteren.

## Ontmanteling
Nadat productie uit het veld in 1999 werd gestopt, kreeg Aker Maritime de opdracht om het platform te verwijderen. In 2001 werd het 112.000 ton wegende platform ontballast en naar Noorwegen gesleept, waar het bij Stord gesloopt werd.